# Edmée Jourda
Edmée Jourda née Kahn (12 février 1916 à Paris 9e - 15 décembre 2011 à Paris 18e) est une résistante française. Elle est l'épouse du résistant Jacques Jourda et la sœur des résistants Robert Kahn et  Pierre Kahn-Farelle.

## Biographie
Née à Paris, Edmée Kahn rejoint la Résistance en août 1943 à Lyon. Elle est capitaine FFI et travaille dans la clandestinité (pseudonyme : « Hélène ») auprès de Jacques Baumel, secrétaire général des Mouvements unis de la Résistance (MUR).
À la Libération, avec deux amies de la Résistance (dont sa cousine Jeannine Cyrot), et au nom de la Résistance, elle réclame la reddition de l'Hôtel Matignon, occupé par les services du gouvernement de Pierre Laval : reddition immédiatement obtenue.
Après la guerre, Edmée Jourda se consacre notamment à la traduction en français de romans étrangers (Frank Kane, G.G. Fickling, E. et M. A. Radford, Gil Brewer, Richard S. Prather ...).
Elle est reçue chevalier de la Légion d'honneur et officier de la Résistance (médaille de la Résistance avec rosette).
Elle meurt à Paris le 15 décembre 2011, à l'âge de 95 ans, deux semaines avant son époux. — Le maire de Paris, Bertrand Delanoë, lui rend alors hommage par communiqué.

## Distinctions
- Chevalier de la Légion d'honneur
- Médaille de la Résistance française avec rosette (décret du  17 novembre 1945)[6]